# Tomás Bretón
Tomás Bretón Hernández (Salamanca, 29 december 1850 – Madrid, 2 december 1923) was een Spaans componist, muziekpedagoog en dirigent.

## Levensloop
In 1864 ging hij naar Madrid, om opgeleid te worden tot violist, pianist en componist aan het Real Conservatorio Superior de Música de Madrid, bij Pascual Emilio Arrieta y Corera en Felipe Pedrell.
Terzelfder tijd was hij in functie als dirigent en componist, van het orkest van het Circo Ecuestre del Price.
In 1872 won hij, samen, met Ruperto Chapi y Lorenta de eerste prijs voor compositie, in een competitie uitgaande van het Real Conservatorio Superior de Música de Madrid.
Vervolgens was hij ook werkzaam als violist in het orkest van de Sociedad de Conciertos, opgericht in 1866 door Francisco Asenjo Barbieri en het Teatro de la Zarzuela.
Hij richtte een orkest op genaamd Unión Artistico Musical, al gauw omgedoopt in Los Macabres, vanwege de Danse Macabre van Camille Saint-Saëns die bij het eerste optreden uitgevoerd werd. Al doende maakte hij zich de nodige ervaring eigen, die hem later als dirigent van pas zou komen.
Zijn eerste opera Guzman el bueno (Madrid, 1875) en ook zijn volgende Los amantes de Teruel (Madrid, 1889) werden weinig enthousiast ontvangen, maar ten slotte kreeg hij erkenning met zijn zarzuela La verbena de la paloma (Madrid, 17 februari 1894).
Uiteindelijk werd hij professor en directeur van het Real Conservatorio Superior de Música de Madrid en directeur van het Orquestra de la Sociedad de Conciertos.

## Composities

### Werken voor orkest
- Symfonie nr. 1
- Symfonie nr. 2 in es klein
- 1905 Música del lenguaje del Quijote prologo del conferencia leída en el salón teatro del conservatorio de música y declamación el día 18 de Mayo de 1905 professor José María Fernández de Valderrama
- Seis poesias de Gustavo A. Becquer
- 1916 Salamanca, symfonisch gedicht
- 1917 Eligia y Añoranza
- Concert in a klein, voor viool en orkest (opgedragen aan: Pablo de Sarasate)
- Escenas andaluzas, Saeta religiosa-saeta
- Escenas andaluzas Polo gitanto (2e versie)

### Werken voor banda (harmonieorkest)
- Fantasia uit «La Verbena de la Paloma»
- Escenas andaluzas
  1. Prozeción
  2. Zapateado
- Jota uit «La Dolores»
- En la Alhambra - Serenata

### Oratoria
- El Apocalipsis, oratorium

### Muziektheater

#### Zarzuelas
| Voltooid in | titel | aktes              | première                                              | libretto                                                  |
| ----------- | --- | ------------------ | ----------------------------------------------------- | --------------------------------------------------------- |
| 1874        | El alma en un hilo | 2 aktes            | 22 mei 1874, Madrid, Teatro de la Zarzuela            | Pedro Ponce en Juan Carranza                              |
| 1874        | Los dos caminos | 1 akte             | 1 augustus 1874, Madrid, Teatro del Prado             | Calisto Navarro                                           |
| 1874        | Los Dos leones; samen met: Manuel Nieto                                                                                   | 2 aktes            | 30 november 1874, Madrid, Teatro Romea                | Salvador María Granés en Calisto Navarro                  |
| 1874        | El bautizo de Pepín; samen met: José Vicente Arche                                                                        |                    | 1874, Madrid, Teatro de la Zarzuela                   | Eloy Perillán y Buxó                                      |
| 1875        | Por un cantar juguete | 1 akte             | 8 januari 1876, Madrid, Teatro Romea                  | Alejandro Vidal y Díaz                                    |
| 1875        | El Noventa y tres | 1 akte             | 14 augustus 1875, Madrid, Teatro de la Bolsa          | Calixto Navarro en Marcial Morano y Serrano               |
| 1875        | Un chaparrón de maridos                                                                                                   | 1 akte             | 26 juni 1895, Madrid, Jardines del Teatro Buen Retiro | Rafael María Liern en Anselmo Pilá                        |
| 1875        | El inválido | 1 akte             | 11 juli 1875, Madrid, Teatro Romea                    | Calixto Navarro                                           |
| 1875        | María; samen met: Bernardino del Valle                                                                                    | 2 aktes            | 6 oktober 1875, Madrid, Teatro Romea                  | Calisto Navarro                                           |
| 1875-1876   | Por un cantar | 1 akte             | 8 januari 1876, Madrid, Teatro Romea                  | Alejandro Vidal y Diaz                                    |
| 1876        | El capitán Mendoza | 2 aktes            | 1876, Madrid, Teatro Instituto                        | Luis de Olona y Gaeta                                     |
| 1877        | Contar con la huéspeda (of: Locuras madrileñas) - in samenwerking met: Joaquín Valverde Durán en Federico Chueca y Robres |                    | 22 juli 1877, Madrid, Teatro Novedades                | Luis Pérez                                                |
| 1877        | ¡Cuidado con los estudiantes!                                                                                             | 1 akte             | 1877, Madrid                                          | Augusto E. Mádan y García                                 |
| 1877        | Novio, padre y suegro | 2 aktes            | 1877, Madrid                                          | Augusto E. Mádan y García                                 |
| 1877        | Estudiantes y alguaciles                                                                                                  | 1 akte             | 18 juni 1877, Madrid, Jardines del Teatro Buen Retiro | Augusto E. Madan y García                                 |
| 1877        | Bonito país; samen met: Federico Chueca y Robres en Joaquín Valverde Durán                                                |                    | 25 augustus 1877, Madrid, Teatro Apolo                | Luis de Santana, Rafael María Liern                       |
| 1878        | El campanero de Begoña | 3 aktes            | 18 oktober 1878, Madrid, Teatro de la Zarzuela        | Mariano Pina Bohigas                                      |
| 1879        | Corona contra corona | 3 aktes            | 5 november 1879, Madrid, Teatro de la Zarzuela        | Calixto Navarro                                           |
| 1880        | Las señoritas de Conil | 1 akte             | 31 juli 1880, Madrid, Teatro Buen Retiro              | Rafael Leopoldo Palomino de Guzmán                        |
| 1881        | Los amores de un príncipe                                                                                                 | 3 aktes            | 18 maart 1881, Madrid, Teatro Apolo                   | José Sala Julién en Ramiro Sirgue                         |
| 1886        | Vista y sentencia; samen met: Tomás González                                                                              | 1 akte             | 5 december 1886, Madrid, Teatro Martín                | Salvador María Granés en Calixto Navarro                  |
| 1890        | El caballo del señorito                                                                                                   | 1 akte             | 20 december 1901, Madrid, Teatro Apolo                | Ricardo de la Vega                                        |
| 1894        | La Verbena de la Paloma                                                                                                   | 1 akte, 3 scènes   | 17 februari 1894, Madrid, Teatro Apolo                | Ricardo de la Vega                                        |
| 1894-1895   | El domingo de Ramos | 1 akte             | 31 januari 1895, Madrid, Teatro Apolo                 | Miguel Echegaray                                          |
| 1895        | Al fín se casa la Nieves (of: Vámonos a la Venta del Grajo)                                                               | 1 akte             | 26 november 1895, Madrid, Teatro Apolo                | Ricardo de la Vega                                        |
| 1896        | Botín de guerra | 1 akte             | 31 december 1896, Madrid, Teatro de la Zarzuela       | Eusebio Sierra                                            |
| 1897        | El guardia de Corps | 1 akte             | 9 november 1897, Madrid, Teatro Comedia               | Mariano Vela y Maestre en Carlos Servet y Fortuny         |
| 1898        | El puente del diablo | 1 akte             | 1898, Madrid                                          | Mariano Vela y Maestre en Carlos Servet y Fortuny         |
| 1898        | El reloj de cuco | 1 akte             | 29 februari 1898, Madrid, Teatro Apolo                | Manuel de Labra en Enrique Ayuso                          |
| 1899        | La cariñosa | 1 akte             | 15 december 1899, Madrid, Teatro de la Zarzuela       | José Jackson Veyán                                        |
| 1899        | El clavel rojo | 3 aktes            | 1 april 1899, Madrid, Teatro Circo Parish             | Guillermo Perrín en Miguel de Palacios                    |
| 1900        | La herencia de Wagner | prolog             |                                                       | Cipriano Martínez Rücker                                  |
| 1900-1901   | Covadonga | 3 aktes            | 22 januari 1901, Madrid, Teatro Circo Parish          | Marcos Zapata, Savio Valenti Calveto en Eusebio Sierra    |
| 1902        | La bien plantá | 1 akte             | 29 oktober 1902, Madrid, Teatro Eslava                | Mariano de Vela y Maestre en Carlos Servet Fortuny        |
| 1906        | El certamen de Cremona | 1 akte             | 3 november 1906, Madrid, Teatro de la Zarzuela        | Carlos Fernández Shaw                                     |
| 1908        | ¡Ya se van los quintos, madre!                                                                                            | 1 akte             | 18 juli 1908, Madrid, Gran Teatro                     | Alfonso Benito Alfaro                                     |
| 1909        | Piel de oso | 1 akte             | 27 maart 1909, Madrid, Teatro Cómico                  | Joaquín López Barbadillo en Ángel Custodio                |
| 1911        | Las percheleras | 1 akte             | 4 december 1912, Madrid, Teatro Apolo                 | Miguel Mihura en Ricardo González del Toro                |
| 1914        | Los husares del Zar (ook: Los capitanes del zar)                                                                          | 1 akte en 3 scènes |                                                       | R. Camps en Mario López Avilés en Juan Manuel Meana López |

#### Opera's
| Voltooid in | titel                 | aktes              | première                                     | libretto                                                                           |
| ----------- | --------------------- | ------------------ | -------------------------------------------- | ---------------------------------------------------------------------------------- |
| 1874        | El viaje de Europa    | 2 aktes            | Feliú y Codina                               |                                                                                    |
| 1875        | Guzmán el bueno       | 1 akte             | 1875, Madrid, Teatro Apolo                   | Antonio Arnao                                                                      |
| 1877        | Huyendo de ellas      | 2 aktes            |                                              |                                                                                    |
| 1886        | El grito en el cielo  | 1 akte             |                                              | Calisto Navarro                                                                    |
| 1888        | Bal masqué            | 1 akte             |                                              | Strauss en Bretón                                                                  |
| 1889        | Los Amantes de Teruel | prolog en 4 aktes  |                                              | Francisco López gebaseerd op en tragedie van Juan Eugenio Hartzenbusch "Temporada" |
| 1895        | La Dolores            | 3 aktes            | 16 maart 1895, Madrid, Teatro de la Zarzuela | Tomás Bretón gebaseerd op een verhaal van José Feliu y Codina                      |
| 1899        | El clavel rojo        | 3 aktes            |                                              | Guillermo Perrín en Miguel de Palacios                                             |
| 1900        | Covadonga             | 3 aktes            |                                              | Marcos Zapata en Eusebio Sierra                                                    |
| 1902        | Farinelli             | 3 aktes en proloog |                                              | Juan Antonio Cavestany                                                             |
| 1906        | El sueño de Regina    | 1 akte             |                                              | Manuel Linares Rivas                                                               |
| 1911        | Las percheleras       | 1 akte             |                                              | Mihura en González del Toro                                                        |
| 1913        | Tabaré                | 3 aktes            | 1913, Buenos Aires                           | van de componist                                                                   |
| 1914        | Don Gil               | 3 aktes            |                                              | Tomás Luceño                                                                       |
| ?           | El barberillo de Orán | 3 aktes            |                                              | Rafael María Liern                                                                 |

#### Operette
| Voltooid in | titel                                        | aktes   | première | libretto        |
| ----------- | -------------------------------------------- | ------- | -------- | --------------- |
| 1914        | Las cortes de amor (of: El trovador Lisardo) | 3 aktes |          | Jacinto Soriano |

#### Musical
| Voltooid in | Titel                | Aktes  | Première | Libretto                                | Verdere liedteksten | Choreografie |
| ----------- | -------------------- | ------ | -------- | --------------------------------------- | ------------------- | ------------ |
| 1914        | La guitarra del amor | 1 akte |          | Guillermo Perrín en Antonio de Palacios |                     |              |

### Kamermuziek
- 1900 Cuarteto en Re mayor (D groot), voor strijkkwartet
- 2 verdere strijkkwartetten
- Pianotrio in e mineur
- Solo de trompeta, voor trompet in c en piano

### Werken voor piano
- En la Alhambra, serenade
- La odalisca - capricho oriental
- Marcha fúnebre a la memoria del Rey D. Alfonso XII, voor twee piano's (vierhandig)

## Publicaties
- Jacinto Torres Mulas: Diario (1881-1888) van Tomás Bretón edición, estudio e índice de Jacinto Torres Mulas Madrid. Acento, Fundación Caja de Madrid, 1995. 847 p.
- Víctor Sánchez: Tomás Bretón - un músico de la Restauración. Madrid. ICCMU, 2002. 525 p.
- Isabel Lozano, Susana Rodríguez, Jacinto Torres Mulas: Tomás Bretón - archivo personal, inventario. Madrid. Biblioteca Nacional, 2001. 83 p.
- José Miguel Barberá Soler: Tomás Bretón y los conciertos de la Alhambra, En la cub., además: La música en el Corpus granadino (1887-1914), Granada : Comares, 1999. 269 p.

- Bibsys: 5101898
- Biblioteca Nacional de España: XX833781
- Bibliothèque nationale de France: cb13891838z (data)
- Catàleg d'autoritats de noms i títols de Catalunya: 981058511702606706
- CiNii: DA10591129
- Gemeinsame Normdatei: 116492619
- International Standard Name Identifier: 0000 0000 8143 8039
- Library of Congress Control Number: n79072878
- Nationale Bibliotheek van Letland: 000239525
- MusicBrainz: fc367014-31a8-4cea-9779-2e63e6f958a0
- Nationale Bibliotheek van Tsjechië: xx0055498
- Nationale bibliotheek van Australië: 35991456
- Nationale Bibliotheek van Israël: 987007344400805171
- Nederlandse Thesaurus van Auteursnamen: 095793380
- Réseau des bibliothèques de Suisse occidentale: 02-A003042104
- Istituto Centrale per il Catalogo Unico: CUBV026378
- SNAC: w65d8vd8
- Système universitaire de documentation: 113157959
- Trove: 1176198
- Virtual International Authority File: 64191148
- WorldCat: E39PBJy8ytp7QcCbWmmGMWVKVC